# 1713 Банкільон
1713 Банкільон (1713 Bancilhon) — астероїд головного поясу, відкритий 27 вересня 1951 року.
Тіссеранів параметр щодо Юпітера — 3,619.